# Moringua penni
Espèce
Moringua penni est une espèce de poissons téléostéens serpentiformes.